# Zachary Zatara
Zachary Zatara è un personaggio dei fumetti DC Comics, creato da Geoff Johns e Tony Daniel. Zachary è il discendente degli Homo Magi, proprio come sua cugina Zatanna e suo zio Giovanni Zatara. Comparve per la prima volta in Teen Titans (vol. 3) n. 34 (maggio 2006).

## Biografia del personaggio
Dopo gli eventi di Day of Vengeance, quando la magia nell'Universo DC fu cambiata, Zachary sviluppò delle abilità simili a quelle dei suoi parenti, Zatanna Zatara e Giovanni Zatara. Facendosi chiamare "il mago adolescente più popolare", si unì per qualche tempo ai Teen Titans. Zachary ha poco tatto, poca pazienza e poca modestia quando si tratta delle sue abilità. Come risultato, fu lasciato senza amici nei Titans, e molti di loro lo consideravano un moccioso viziato.
Durante le "audizioni" iniziali per i Teen Titans, Zachary si incontrò con Kid Devil (Eddie Bloomberg), con cui ebbe una relazione di amicizia travagliata. Una notte, dopo essersi esibito con uno spettacolo di magia a Metropolis, Zachary fu avvicinato da Eddie, che gli chiese consiglio a proposito di una strana candela da lui trovata. Zachary gli spiegò che la candela in questione era magica, e Eddie la accese: furono trasportati nel reame di Neron e incontrarono il demone in persona. Anche se Zachary avvertì il suo compagno di prestare attenzione a ciò che Neron diceva, Eddie fece un patto con il demone e fu trasformato in un diavolo vero. Quindi, rimandò sia il "nuovo" Kid Devil che Zachary sulla Terra. Riluttante, Zachary mantenne il segreto di Eddie.
Zachary aiutò Kid Devil ad ottenere l'entrata nei Teen Titans, e insieme vissero multiple avventure. Batterono Kid Crusader e, durante un lavoro, andarono su Azarath|Nuova Azarath dove furono quasi divorati da Panthasm. Zachary rimase con i Titans per molti mesi, prima di andarsene a causa della destabilizzazione dei suoi poteri da parte di una delle sue compagne di squadra, che lo stava facendo diventare pazzo.
Zachary comparve brevemente nella serie limitata "World War III". Insieme ad altri Titans tentò di arrestare la furia omicida di Black Adam in Grecia. Le autorità greche gli prestarono cure mediche dopo essere stato sbattuto con violenza contro un muro.
Un Anno Dopo, si stava esibendo su un palco professionista in Giappone con un'attraente assistente giapponese di nome "Bunny", che lui trattava con un misto di gentilezza e condiscendenza. I Teen Titans correnti parlarono con lui, perché erano in cerca di Raven. Zachary non voleva avere nulla a che fare con loro, e ricordava con pochissimo affetto il tempo passato con loro e con Eddie. Tuttavia, rispose alla squadra che Raven era andata da lui in Giappone, e cominciò a chiedergli di "strane domande...a proposito di sé stessa". Dopo che li buttò fuori, si scoprì che possedeva una foto segreta di Raven. All'ultimo secondo, tentò di richiamare Eddie indietro, ma i Titans se ne erano già andati, e così ritornò al suo spettacolo.
Anche se Zachary aveva una relazione meno che mai amichevole con i Titans, accettò di lavorare con Robin e Ravager a sconfiggere una gang di metaumani assemblati dal nemico di Robin, Dodge. Lavorò poi anche con altri magici eroi per assistere la Justice League a fermare l'avanzata dei cittadini di Nuova Krypton, e ripotenziò un Superman indebolito misticamente perché potesse affrontare il suo magico nemico, Atlas.
Durante l'incidente avvenuto in Terror Titans, Zatara divenne uno degli eroi imprigionati costretti a combattere per conto del Re degli Orologi, che dovettero appropriarsi del Dark Side Club. Dopo la fuga dal Dark Side Club, a Zachary, insieme al resto degli altri catturati, fu offerto asilo nella Torre dei Titans. Tuttavia, Zachary rifiutò l'offerta, sotto il fraintendimento che sarebbe stato costretto a unirsi ai Titans per avere un rifugio. Ritornò invece a Metropolis con Bunny poco dopo.
Zachary comparve anche nella storia Titans Tomorrow, con l'aspetto adulto che ricordava vagamente le comparse della Golden Age del suo grande zio con i capelli sulla faccia; e nella storia Reign in Hell, dove osò tentare di bandire la potente entità Rama Kushna e ricevette gravi ferite in cambio. Fu poi costretto ad aiutare la dea nel suo successivo ritorno, una cosa che lo lasciò prosciugato dei suoi poteri e debole per qualche tempo.
Zachary ricomparve a Metropolis nei recenti numeri di Superman. Fu poi reclutato da Mark Merlin per cercare il Principe Ra-Man.
Cominciando dal maggio 2010, Zachary sarebbe stato il co-protagonista nella nuova serie dei Teen Titans, al fianco di Black Alice e Traci 13.

## Poteri e abilità
Come tutti i membri della famiglia Zatara, Zachary è in grado di manipolare la magia pronunciando le formule al contrario. Fin qui, i suoi poteri si dimostrarono in grado di attaccare gli oggetti inanimati, animare semplici oggetti, e tramutare un oggetto in un altro.
Non è chiaro quanto il livello di forza magica sia paragonabile a quella di Zatanna. La sua limitazione più grande, se paragonata a quella di sua cugina, è l'inabilità di fare incantesimi direttamente sugli esseri viventi. Tuttavia, mostrò l'abilità di fare comparire le colombe dal suo cappello, e poté fornire a Superman alcuni minuti di energia solare, manipolando indirettamente gli elementi inanimati che circondano le entità viventi.
Tuttavia, come Zatanna, è un abile illusionista e showman anche senza ricorrere alla sua magia, anche se è sempre più incline a vantarsi e abusare della sua posizione. Mentre Zatanna è un membro apertamente accettato della Justice League ed un'intrattenitrice amata dal pubblico, Zatara in qualche modo è considerato un moccioso viziato, insopportabile in squadra quanto di successo sul palco.

## Reti da pesca
- Nella sua comparsa in 52, Keith Giffen disegnò Zatara con le calze a rete come sua cugina per scherzo, affermando "Per scherzare, nelle ripartizioni, ho disegnato Zachary in calze a rete e corpetto come Zatanna. Il disegnatore lo illustrò così. La mia preghiera di lasciarlo così rimase inascoltata".

## Kingdom Come
- In Kingdom Come comparve il personaggio di Zatara, che è molto simile a Zachary in aspetto, età, e nei poteri di magia evocata al contrario. Qui, è il figlio della defunta Zatanna e di John Constantine, e nipote di Giovanni Zatara. Oltre ad essere un mago, ereditò l'abilità di suo padre di vedere i morti.